# 吕尚四
吕尚四（？—1561年），福建泉州府永春县六、七都（今福建省泉州市永春县蓬壶镇）人，明朝中期民变领袖。
明嘉靖三十九年（1560年）四月，倭寇进犯永春；六月，再犯永春，经过达埔，被吕伯三、吕尚四率乡兵截杀；为抵御倭寇，吕伯三、吕尚四进一步扩大乡兵队伍。
嘉靖四十年（1561年）春，吕尚四等人应分巡佥事万民英招募，赴晋江石菌一带抗倭，是年战斗死亡500多人。千户王道成委罪吕尚四，吕尚四愤而率众回永春。当时正值永春大饥荒，吕尚四不久聚众起义，这是永春置县以来爆发的最大规模的农民起义。吕尚四以三都郭南山，八都潘文备、潘君祥，四、五都林文焕、赵天龄，南安褚绎等为将，聚众1万人，连县里良家子弟都参加。闰五月十七（1561年6月29日）凌晨，起义军攻永春县城，活捉知县林万春。继而攻南安，活捉千户王道成，转由仙游入德化。吕尚四以王渠为主谋，其计谋是：塞全溪之水，截洛阳之流，断山海粮食，以坐毙泉州。但担心德化官兵攻其后，于五月廿七（1561年7月9日）攻德化县城，知县张大纲率兵出战，起义军大败，战死200多人。吕尚四不得已，前去投靠倭寇，但被人所杀。褚铎也在永春被擒。
吕尚四之兄吕尚二和部属任文焕等坚持斗争，至隆庆元年（1567年）失败。